# Código de Ética para Museus
O Código de Ética para Museus é um dos documentos básicos do International Council of Museums (ICOM), a mais importante entidade museológica internacional. Foi aprovado por unanimidade na 15ª Assembléia Geral do ICOM realizada em Buenos Aires, em 4 de novembro de 1986. Na 20ª Assembleia Geral realizada em Barcelona,  em  6 de julho de 2001, foi revisto e suas emendas foram aprovadas na 21ª Assembleia Geral realizada em Seul, Coreia do Sul, em 8 de outubro de 2004.
Como disse Geoffrey Lewis, presidente do Comitê de Ética do ICOM, o conteúdo do documento em suma aborda importantes questões éticas encontradas amiúde no funcionamento dos museus: "O Código de Ética para Museus se constitui em instrumento de auto-regulamentação profissional em uma área chave nos serviços públicos, onde as legislações nacionais são variadas e muitas vezes inconsistentes. Estabelece padrões mínimos de conduta e procedimentos que podem ser utilizados por profissionais de museus em todo o mundo, assim como apresenta, em síntese, o que o público pode esperar desta profissão".